# قطعنامه ۱۶۱۶ شورای امنیت
قطعنامه ۱۶۱۶ شورای امنیت سازمان ملل متحد که در تاریخ ۲۹ ژوئیه ۲۰۰۵ تصویب شد، سندی بین‌المللی دربارهٔ اوضاع در مورد جمهوری دموکراتیک کنگو است. این قطعنامه طی نشست ۵۲۴۳ام با ۱۵ رای موافق، ۰ مخالف و ۰ ممتنع تصویب شد.